# Wijken en buurten in Soest
De Nederlandse gemeente Soest is voor statistische doeleinden onderverdeeld in wijken en buurten. De gemeente is verdeeld in de volgende statistische wijken:
- Wijk 00 Soest (CBS-wijkcode:034200)
- Wijk 01 Soesterberg-Soestduinen (CBS-wijkcode:034201)

Een statistische wijk kan bestaan uit meerdere buurten. Onderstaande tabel geeft de buurtindeling met kentallen volgens het Centraal Bureau voor de Statistiek (2008):
| CBS-buurtcode | Buurtnaam                | Inwonertal | Opp. totaal (ha) | Opp. land (ha) | Ligging                |
| ------------- | ------------------------ | ---------- | ---------------- | -------------- | ---------------------- |
| BU03420000    | Soestdijk (gedeeltelijk) | 4850       | 181              | 181            | Locatie in de gemeente |
| BU03420001    | 't Hart                  | 4240       | 195              | 195            | Locatie in de gemeente |
| BU03420002    | Soest                    | 5030       | 488              | 477            | Locatie in de gemeente |
| BU03420003    | De Bunt                  | 4950       | 200              | 200            | Locatie in de gemeente |
| BU03420005    | Soesterveen I            | 10100      | 211              | 210            | Locatie in de gemeente |
| BU03420006    | Soesterveen II           | 9370       | 393              | 390            | Locatie in de gemeente |
| BU03420007    | Pijnenburg               | 100        | 461              | 461            | Locatie in de gemeente |
| BU03420008    | De Birkt                 | 310        | 468              | 462            | Locatie in de gemeente |
| BU03420100    | Soesterberg              | 5960       | 225              | 225            | Locatie in de gemeente |
| BU03420101    | Amersfoortsestraat       | 340        | 340              | 340            | Locatie in de gemeente |
| BU03420102    | Soestduinen              | 220        | 510              | 510            | Locatie in de gemeente |
| BU03420109    | Soester Hoogt            | 100        | 972              | 972            | Locatie in de gemeente |